# Roger Courtois
Roger Courtois (Ginebra, Suiza, 30 de mayo de 1912-5 de mayo de 1972) fue un futbolista y entrenador francés que se desempeñó como delantero.
Nacido en Suiza de padres franceses, Courtois representó a la selección de fútbol de Francia en la Copa Mundial de 1934 y 1938. Jugó la mayor parte de su carrera en el FC Sochaux, de donde es el máximo goleador, con 209 anotaciones en la Ligue 1. A ellas suma una más con el spérance Sportive Troyes que le sitúan como cuarto goleador histórico de la máxima categoría francesa.
Falleció en 1972 de un ataque al corazón.

## Equipos

### Como jugador
| Equipo                    | País                | Años                | PJ  | Goles |
| ------------------------- | ------------------- | ------------------- | --- | ----- |
| Urania Genève Sport       | Suiza               | 1933                | 15  | 17    |
| F. C. Sochaux             | Francia             | 1933-40             | 174 | 184   |
| F. C. Lausanne-Sport      | Suiza               | 1941-45             | 103 | 50    |
| F. C. Sochaux-Montbéliard | Francia             | 1945-52             | 195 | 97    |
| E. S. Troyes              | Francia             | 1952-57             | 16  | 6     |
| Selección francesa        | Francia             | 1933-42             | 22  | 10    |
| Total en su carrera       | Total en su carrera | Total en su carrera | 525 | 364   |

### Como entrenador
| Equipo    | País    | Años      |
| --------- | ------- | --------- |
| Troyes    | Francia | 1952-1963 |
| AS Mónaco | Francia | 1963-1965 |

## Palmarés

### Como jugador
| Título             | Club           | Año  |
| ------------------ | -------------- | ---- |
| División 1         | FC Sochaux     | 1935 |
| Copa de Francia    | FC Sochaux     | 1937 |
| División 1         | Lausanne-Sport | 1938 |
| Superliga de Suiza | Lausanne-Sport | 1944 |
| Copa Suiza         | FC Sochaux     | 1944 |
| División 2         | FC Sochaux     | 1947 |